# Neptis dentifera
Neptis dentifera är en fjärilsart som beskrevs av Schultze 1920. Neptis dentifera ingår i släktet Neptis och familjen praktfjärilar. Inga underarter finns listade i Catalogue of Life.